# International Federation of Football History & Statistics
L'International Federation of Football History & Statistics (it. Federazione Internazionale di Storia e Statistica del Calcio), più nota con l'acronimo IFFHS, è un organismo legalmente riconosciuto e autorizzato dalla FIFA pur non facendo parte del suo organigramma che si occupa delle statistiche e record (individuali e di squadre) riguardanti la storia del calcio nelle competizioni organizzate dalla FIFA o da federazioni affiliate a quest'ultima (uniche federazioni riconosciute dall'IFFHS); gare e tornei organizzati da altre federazioni o enti non sono presi in considerazione.

## Storia
La Federazione Internazionale di Storia e Statistica del calcio (IFFHS) è stata fondata a Lipsia il 27 marzo 1984 ed è registrata presso l'Ufficio di stato reale danese. Nacque grazie a un'iniziativa del medico tedesco Alfredo Pöge, dell'allora segretario generale della FIFA (che diede il suo benestare) Helmut Käser e con la collaborazione di quindici giornalisti di diversi paesi per realizzare uno studio sul calcio.
I primi studi statistici – realizzati da giornalisti e storici del calcio quali l'inglese Colin José, il tedesco Karl-Heinz Jens e il norvegese Kåre M. Torgrimsen con il supporto economico di aziende quali Adidas e i giornali tedeschi Bild e Sontag – furono pubblicati su diverse riviste specializzate quali Fußball-Weltzeitschrift e Libero (Libero Spezial Deutsch e Libero International) ed erano incentrati sulle origini della Football Association (1872), attraverso la raccolta di informazioni storiche come risultati di gare, formazioni e biografie dei calciatori dei club e delle nazionali, capocannonieri dei diversi tornei, squadre più titolate.
Nel 1991 l'IFFHS pubblicò, per la prima volta, una classifica mondiale per club basata sui risultati in tutte le competizioni nazionali e internazionali nel corso di un anno.
Nel 2004 l'organizzazione partecipò alla redazione del FIFA Century Club, una lista dei calciatori con almeno 100 presenze in nazionale.
Nel primo trimestre del 2007 l'organo statistico pubblicò – attraverso il proprio sito web – un'indagine statistica riguardante il calcio fino agli anni 1910 del XX secolo. Nel medesimo anno la FIFA decise di sponsorizzare l'approfondimento di questa investigazione fino al 1940.
Dopo la morte del suo fondatore Alfredo Pöge il 24 marzo 2013, l'attività della federazione fu sospesa per diversi mesi, fino alla riorganizzazione dei vertici avvenuta nel gennaio 2014, con la nuova sede stabilita a Losanna.

## Rapporto con la FIFA
La FIFA fornisce all'IFFHS importante materiale logistico – accreditamenti, accesso esclusivo ai documenti ufficiali della Federazione e all'archivio FIDOM-FIFA, traduzioni degli studi pubblicati su Internet – per lo sviluppo e la pubblicazione dei suoi studi, informazioni storico-statistiche e diversi premi a calciatori, allenatori, commissari tecnici, arbitri e club, i quali sono riconosciuti dalla FIFA. Il lavoro e gli obiettivi, sono conformi con gli orientamenti FIFA per la riproduzione statistica del calcio mondiale.
Nel 2007 i nuovi statuti IFFHS sono stati esaminati dalla divisione legale FIFA (a testimonianza della piena sintonia tra i due organi). Ancor prima della sua fondazione ufficiale, l'IFFHS ha ricevuto assistenza legale dal noto esperto danese di diritto dello sport Lauridsen.
Gli statuti IFFHS contengono anche le seguenti sezioni:
- la Federazione Internazionale di Storia e Statistica del calcio (IFFHS) è stata fondata a Lipsia il 27 marzo 1984 ed è registrata presso l'Ufficio di stato reale danese. Il progresso e lo scopo statutario della IFFH avviene in corrispondenza e in accordo con gli statuti della FIFA.
-l'IFF mira a stabilire una documentazione cronologica scientifica del calcio mondiale e alla determinazione di record mondiali autentici in tutti i settori del calcio. Sulla base della sua qualifica universale, l'IFFHS organizza votazioni globali e determina ogni anno la classifica mondiale (per club, ndr).
Le due federazioni mondiali, sebbene non affiliate e quindi autonome l'una dall'altra, collaborano in modo tale da raggiungere uniformità di tutti i contenuti in base agli accordi stipulati. L'IFFHS, in qualità di unica istituzione storico-statistica del calcio mondiale riconosciuta e autorizzata ufficialmente dalla FIFA dalla sua fondazione, respinge ogni influenza governativa, politica o religiosa nello sviluppo dei propri studi, in conformità con i principi dell'organo di governo del calcio mondiale e degli accordi con esso stipulati.

## Comitato esecutivo
L'IFFHS è un'organizzazione decentralizzata composta da 200 membri di 120 paesi dei cinque continenti, i quali lavorano nelle investigazioni riguardanti la storia del calcio di ogni paese. Il membro più noto è il CIHEFE (Centro de Investigaciones de Historia y Estadística del Fútbol Español), che collabora con la RFEF.
Al gennaio 2015 l'organigramma è il seguente:
- Presidente:
  -  Saleh Salem Bahwini
- vicepresidenti:
  -  Jørgen Nielsen
  -  Robert Ley
  -  Julio Héctor Macías
- Membri del comitato esecutivo:
  -  Edward Simmons
  -  Clóvis Martins da Silva Filho
  -  Carlos F. Ramírez
  -  José del Olmo
  -  Igor Goldes
  -  Khaled Abul-Oyoun
  -  Miguel Romero Colina
- Segretario:
  -  Jassem Al-Sayed
- Secondo Segretario:
  -  Iulian Chirica

## Classifiche e riconoscimenti

### Club

#### Classifica per club a livello mondiale
Dal 1991 l'organismo pubblica mensilmente una classifica mondiale di rendimento dei club (en. IFFHS World Club Ranking), basandosi sui risultati degli incontri ufficiali (campionati e coppe nazionali e internazionali) tenuti negli ultimi 12 mesi.
I risultati nel campionato nazionale di massima serie e la principale competizione nazionale di coppa, in tutti i casi, sono valutati secondo un coefficiente nazionale - i club delle leghe più importanti (o Fascia 4) ricevono 4 punti per una vittoria, 2 per un pareggio, zero per una sconfitta, il 3º livello (Fascia 2) assegna rispettivamente 3, 1.5 e 0 punti e poi a scendere fino all'ultimo livello (Fascia 1). Questi risultati sono ulteriormente moltiplicati per la proporzione che l'istituto assegna ai campionati e coppe nazionali citati (3:1), mentre i risultati in competizioni internazionali di uno stesso continente hanno valore diverso - una vittoria in una partita di UEFA Champions League vale più, secondo il criterio assegnato, di una vittoria in una gara di Europa League - anche tra competizioni organizzate da diverse confederazioni continentali. I trofei intercontinentali vengono valutati singolarmente, quelli non organizzati dalla confederazione calcistica mondiale o da qualcuna delle sei confederazioni continentali non vengono conteggiati.
I coefficienti possono variare negli anni. Nel 2013 erano utilizzati i seguenti criteri:
Per competizioni a livello nazionale:
| Competizione                     | PA vittoria | PA pareggio | PA sconfitta |
| -------------------------------- | ----------- | ----------- | ------------ |
| Campionati nazionali di Fascia 4 | 4,00        | 2,00        | -            |
| Campionati nazionali di Fascia 3 | 3,50        | 2,00        | -            |
| Campionati nazionali di Fascia 2 | 3,00        | 1,50        | -            |
| Campionati nazionali di Fascia 1 | 2,50        | 1,00        | -            |

Per competizioni a livello internazionale:
| Competizione                               | PA vittoria | PA pareggio | PA sconfitta |
| ------------------------------------------ | ----------- | ----------- | ------------ |
| UEFA Champions League                      | 14,00       | 7,00        | -            |
| Coppa UEFA/Europa League                   | 12,00       | 6,00        | -            |
| Supercoppa UEFA                            | 14,00       | 7,00        | -            |
| Copa Libertadores                          | 14,00       | 7,00        | -            |
| Copa Sudamericana                          | 12,00       | 6,00        | -            |
| CAF Champions League                       | 9,00        | 4,50        | -            |
| Coppa CAF                                  | 7,00        | 3,50        | -            |
| AFC Champions League                       | 9,00        | 4,50        | -            |
| AFC Cup                                    | 7,00        | 3,50        | -            |
| CONCACAF Champions League                  | 9,00        | 4,50        | -            |
| Coppa del mondo per club FIFA (semifinali) | 14,00       | 7,00        | -            |
| Coppa del mondo per club FIFA (finale)     | 21,00       | 10,50       | -            |
| PA: punti assegnati                        |             |             |              |

Nel 2014, per stabilire la classifica per club a livello mondiale l'istituto ha utilizzato i seguenti criteri:
Per competizioni a livello nazionale:
Campionati
| Competizione | PA vittoria | PA pareggio | PA sconfitta |
| ------------ | ----------- | ----------- | ------------ |
| Fascia 4     | 4,00        | 2,00        | -            |
| Fascia 3     | 3,00        | 1,50        | -            |
| Fascia 2     | 2,00        | 1,00        | -            |
| Fascia 1     | 1,00        | 0,50        | -            |

Coppe
| Competizione | PA vittoria | PA pareggio | PA sconfitta |
| ------------ | ----------- | ----------- | ------------ |
| Fascia 4     | 12,00       | 6,00        | -            |
| Fascia 3     | 8,00        | 4,00        | -            |
| Fascia 2     | 5,00        | 2,50        | -            |
| Fascia 1     | 1,50        | 0,75        | -            |

N.B. Sono considerate tutte le Supercoppe nazionali; per le coppe nazionali sono considerati gli incontri dagli ottavi di finale in poi; in caso di incontri di andata e ritorno viene considerato solo il risultato complessivo.
Per competizioni a livello internazionale:
| Competizione                                                         | PA vittoria | PA pareggio | PA sconfitta |
| -------------------------------------------------------------------- | ----------- | ----------- | ------------ |
| UEFA Champions League                                                | 14,00       | 7,00        | -            |
| Coppa UEFA/Europa League                                             | 12,00       | 6,00        | -            |
| Supercoppa UEFA                                                      | 14,00       | 7,00        | -            |
| Copa Libertadores                                                    | 14,00       | 7,00        | -            |
| Copa Sudamericana                                                    | 12,00       | 6,00        | -            |
| CAF Champions League                                                 | 9,00        | 4,50        | -            |
| Coppa CAF                                                            | 7,00        | 3,50        | -            |
| AFC Champions League                                                 | 9,00        | 4,50        | -            |
| AFC Cup                                                              | 7,00        | 3,50        | -            |
| Coppa del Presidente dell'AFC                                        | 4,00        | 2,00        | -            |
| CONCACAF Champions League                                            | 9,00        | 4,50        | -            |
| Coppa del mondo per club FIFA (tutti gli incontri eccetto la finale) | 14,00       | 7,00        | -            |
| Coppa del mondo per club FIFA (finale)                               | 21,00       | 10,50       | -            |
| PA: punti assegnati                                                  |             |             |              |

##### Classifica attuale
| Top 20 a gennaio 2018 periodo 1º gennaio 2017 - 31 dicembre 2017 |                     |             |           |        |
| Posizione                                                        | Squadra             | Campionato  | Punteggio | Fascia |
| 1                                                                | Real Madrid         | Spagna      | 328       | 4      |
| 2                                                                | Grêmio              | Brasile     | 286       | 4      |
| 3                                                                | Manchester Utd      | Inghilterra | 284       | 4      |
| 4                                                                | Barcellona          | Spagna      | 281       | 4      |
| 5                                                                | Paris Saint-Germain | Francia     | 266       | 4      |
| 6                                                                | Juventus            | Italia      | 258       | 4      |
| 7                                                                | Flamengo            | Brasile     | 256       | 4      |
| 8                                                                | Bayern Monaco       | Germania    | 250       | 4      |
| 9                                                                | Manchester City     | Inghilterra | 244       | 4      |
| 10                                                               | Salisburgo          | Austria     | 240,5     | 3      |
| 11                                                               | Atlético Madrid     | Spagna      | 232       | 4      |
| 12                                                               | River Plate         | Argentina   | 230       | 4      |
| 13                                                               | Junior              | Colombia    | 228       | 4      |
| 14                                                               | Tottenham           | Inghilterra | 227       | 4      |
| 15                                                               | Chelsea             | Inghilterra | 214       | 4      |
| 16                                                               | Olympique Lione     | Francia     | 210       | 4      |
| 17                                                               | Maccabi Tel Aviv    | Israele     | 208,5     | 3      |
| 18                                                               | Arsenal             | Inghilterra | 208       | 4      |
| 19                                                               | Copenaghen          | Danimarca   | 207,5     | 3      |
| 20                                                               | Botafogo            | Brasile     | 207       | 4      |

(EN) Classifica completa (top 400), su iffhs.de.

#### Squadra mondiale dell'anno
Nel 1991 l'IFFHS divenne la prima organizzazione calcistica a stilare un ranking mondiale per club (è tuttora l'unica a stilarlo annualmente) e di conseguenza a riconoscere i meriti sportivi delle squadre, assegnando alla compagine collocata al primo posto nella graduatoria dell'intero anno solare il titolo di "squadra mondiale dell'anno" (in inglese IFFHS The World's Club Team for the Year). I club che concludono l'anno solare al primo posto della classifica mondiale per club sono premiati con un trofeo d'oro ed un certificato consegnato durante la cerimonia del World Football Gala. L'IFFHS è l'unica organizzazione assieme alla FIFA ad assegnare un trofeo mondiale con cadenza annuale sulla base dei risultati ottenuti sul campo, ma servendosi di coefficienti, a differenza della Coppa del mondo per club FIFA (che è un torneo a eliminazione diretta), e non di votazioni di una giuria, come avviene per esempio nel caso dei Globe Soccer Awards. Inoltre questo trofeo, essendo stato creato nel 1991, è più antico della stessa Coppa del mondo per club FIFA, competizione la cui prima edizione pilota si è svolta nel 2000 e che dal 2005 ha sostituito la Coppa Intercontinentale, nata nel 1960 (quest'ultima nel 2017 ha ottenuto il riconoscimento ufficiale della FIFA come titolo mondiale, inizialmente attribuito soltanto ai vincitori della Coppa del mondo per club).
La prima squadra a ricevere il riconoscimento fu la Roma nel 1991, mentre la Juventus fu la prima ad aggiudicarselo per due volte (1996), ottenendo inoltre il record di punti nel 1993 (372), battuto dal Real Madrid nel 2014 dopo ben 21 anni.
Nel 2016 la squadra colombiana dell'Atlético Nacional divenne la prima compagine non europea ad aggiudicarsi il titolo totalizzando un nuovo punteggio record.
Nel 2017 il Real Madrid tornò a essere la "squadra mondiale dell'anno" davanti al Grêmio, battuto nella finale della Coppa del mondo per club FIFA 2017; mentre nel 2018 fu la volta dell'Atlético Madrid, che confermò il predominio delle squadre europee, interrotto nel 2021 dai brasiliani del Palmeiras.

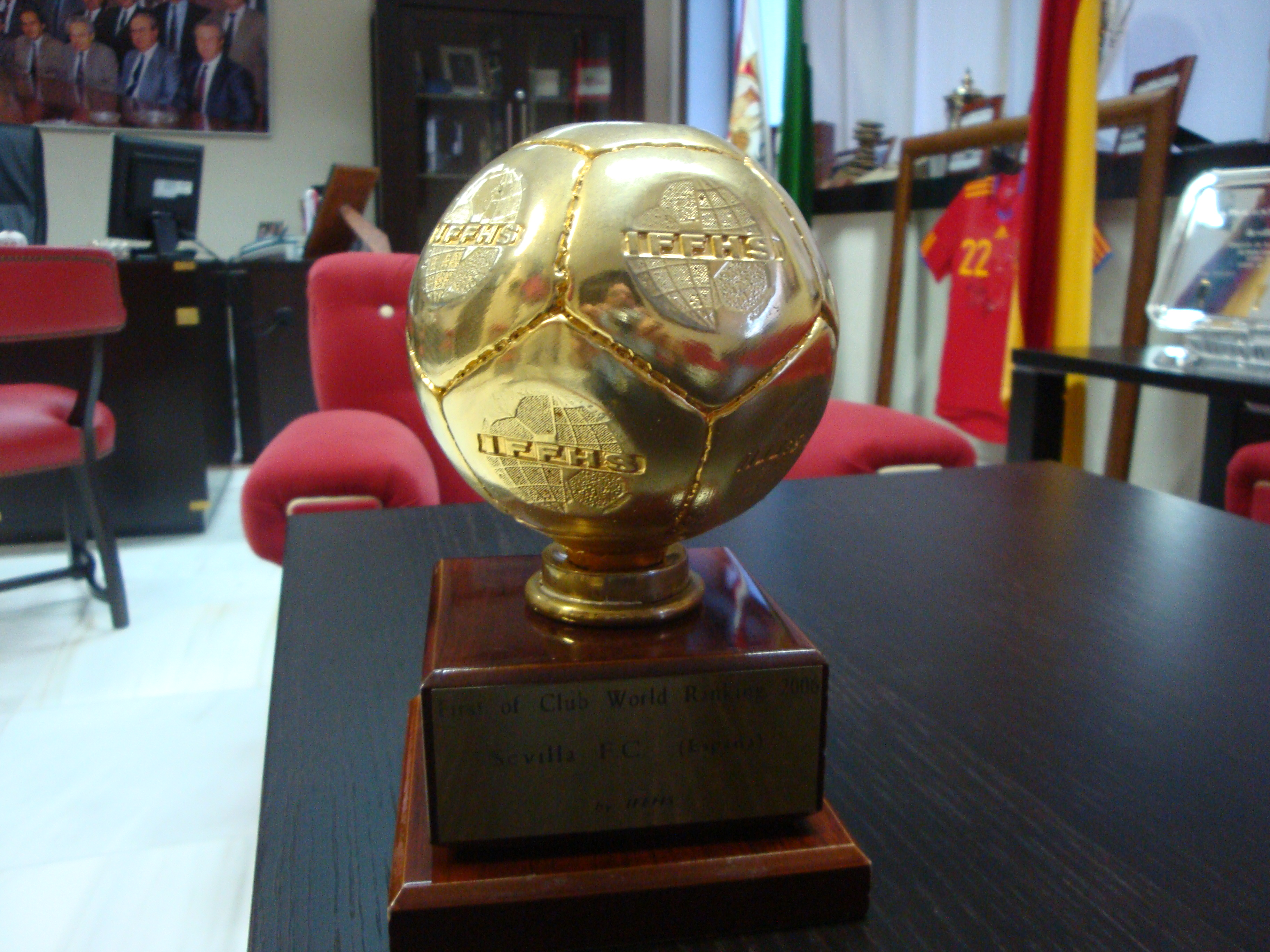
Il trofeo di Squadra mondiale dell'anno IFFHS assegnato al nel 2006.

I coefficienti e le fasce di valore dei campionati possono variare di anno in anno: dal 1991 al 1996 la fasce di valore dei campionati erano 5, dal 1997 sono 4 in ordine decrescente.
| Anno | Squadra             | Campionato  | Fascia |
| ---- | ------------------- | ----------- | ------ |
| 1991 | Roma                | Italia      | 5      |
| 1992 | Ajax                | Olanda      | 3      |
| 1993 | Juventus            | Italia      | 5      |
| 1994 | Paris Saint-Germain | Francia     | 4      |
| 1995 | Milan               | Italia      | 5      |
| 1996 | Juventus            | Italia      | 5      |
| 1997 | Barcellona          | Spagna      | 4      |
| 1998 | Inter               | Italia      | 4      |
| 1999 | Manchester Utd      | Inghilterra | 4      |
| 2000 | Real Madrid         | Spagna      | 4      |
| 2001 | Liverpool           | Inghilterra | 4      |
| 2002 | Real Madrid         | Spagna      | 4      |
| 2003 | Milan               | Italia      | 4      |
| 2004 | Valencia            | Spagna      | 4      |
| 2005 | Liverpool           | Inghilterra | 4      |
| 2006 | Siviglia            | Spagna      | 4      |
| 2007 | Siviglia            | Spagna      | 4      |
| 2008 | Manchester Utd      | Inghilterra | 4      |
| 2009 | Barcellona          | Spagna      | 4      |
| 2010 | Inter               | Italia      | 4      |
| 2011 | Barcellona          | Spagna      | 4      |
| 2012 | Barcellona          | Spagna      | 4      |
| 2013 | Bayern Monaco       | Germania    | 4      |
| 2014 | Real Madrid         | Spagna      | 4      |
| 2015 | Barcellona          | Spagna      | 4      |
| 2016 | Atlético Nacional   | Colombia    | 3      |
| 2017 | Real Madrid         | Spagna      | 4      |
| 2018 | Atlético Madrid     | Spagna      | 4      |
| 2019 | Liverpool           | Inghilterra | 4      |
| 2020 | Bayern Monaco       | Germania    | 4      |
| 2021 | Palmeiras           | Brasile     | 4      |
| 2022 | Flamengo            | Brasile     | 4      |
| 2023 | Manchester City     | Inghilterra | 4      |
| 2024 | Real Madrid         | Spagna      | 4      |

#### Squadra mondiale del mese
Alla stessa maniera delle "squadre mondiali dell'anno", l'IFFHS riconosce le squadre che forniscono le migliori prestazioni durante un mese con il titolo di "squadra mondiale del mese" (in inglese IFFHS The World's Club Team for the Month) dal gennaio 2000.
Nel 2013, dopo la morte del suo fondatore, l'IFFHS ha sospeso il proprio lavoro e le nomine mensili, mentre per il titolo annuale il lavoro è stato poi svolto ed il titolo regolarmente assegnato a gennaio.
|      | Gennaio          | Febbraio   | Marzo            | Aprile       | Maggio        | Giugno              | Luglio          | Agosto      | Settembre            | Ottobre     | Novembre      | Dicembre      |
| ---- | ---------------- | ---------- | ---------------- | ------------ | ------------- | ------------------- | --------------- | ----------- | -------------------- | ----------- | ------------- | ------------- |
| 2000 | Corinthians      | Bayern M.  | Barcellona       | Atl. Mineiro | B. Juniors    | Cruzeiro            | Galatasaray     | Arsenal     | Chelsea              | Anderlecht  | Spartak Mosca | Vasco da Gama |
| 2001 | Barcellona       | Celta Vigo | Kaiserslautern   | Liverpool    | Liverpool     | Saragozza           | Flamengo        | América     | Panathinaikos        | Bayern M.   | Bruges        | R. Madrid     |
| 2002 | Sporting Lisbona | Arsenal    | Bayer Leverkusen | Morelia      | América       | Universitario       | Flamengo        | Bayern M.   | Arsenal              | B. Dortmund | Celtic        | R. Madrid     |
| 2003 | Porto            | El-Zamalek | R. Madrid        | Porto        | River Plate   | B. Juniors          | Santos          | Celtic      | AS Monaco            | R. Madrid   | AS Monaco     | Cienciano     |
| 2004 | Juventus         | Arsenal    | B. Juniors       | Valencia     | River Plate   | UNAM                | Santos          | R. Madrid   | Barcellona           | Milan       | Schalke 04    | Villarreal    |
| 2005 | Inter            | Newcastle  | Newcastle        | Milan        | CSKA Mosca    | Atlético Paranaense | Liverpool       | Man Utd     | Juventus             | Lione       | Barcellona    | San Paolo     |
| 2006 | R. Madrid        | Roma       | Lione            | Barcellona   | Siviglia      | Al-Ahly             | Dinamo Bucarest | CSKA Mosca  | Chelsea              | Colo-Colo   | Milan         | Osasuna       |
| 2007 | Inter            | Paraná     | Santos           | Chelsea      | B. Juniors    | Fluminense          | Al-Ahly         | Rangers     | Defensor             | Man Utd     | Liverpool     | Inter         |
| 2008 | Roma             | Bayern M.  | River Plate      | Bayern M.    | Lione         | River Plate         | BATE            | Marsiglia   | R. Madrid            | Man Utd     | Barcellona    | Man Utd       |
| 2009 | Barcellona       | Paris S.G. | Marsiglia        | Palmeiras    | Internacional | Pohang Steelers     | Estudiantes     | Lione       | Siviglia e R. Madrid | Šachtar     | Chelsea       | Barcellona    |
| 2010 | Roma             | Libertad   | Barcellona       | Bayern M.    | Inter         | Emelec              | Rosenborg       | Žilina      | R. Madrid            | R. Madrid   | Šachtar       | Porto         |
| 2011 | Milan            | Benfica    | Porto            | Santos       | Barcellona    | Vélez               | Rabotnički      | Atl. Madrid | Bayern M.            | R. Madrid   | R. Madrid     | Barcellona    |
| 2012 | Juventus         | Vélez      | Barcellona       | Chelsea      | B. Juniors    | Fluminense          | Rosenborg       | Celtic      | Bayern M.            | Man Utd     | Benfica       | Juventus      |
| 2013 | R. Madrid        | Bayern M.  | N.D.             | N.D.         | N.D.          | N.D.                | N.D.            | N.D.        | N.D.                 | N.D.        | N.D.          | N.D.          |
| 2014 | R. Madrid        | Benfica    | CS Sfaxien       | Atl. Madrid  | Al-Ain        |                     |                 |             |                      |             |               |               |

#### Classifica storica dei club secondo l'IFFHS
Nel 2009 l'istituto statistico pubblicò la classifica storica dei migliori club del mondo, basata sui risultati pubblicati nella classifica mensile per club a livello mondiale, pubblicata per la prima volta nel 1991.
| Classifica IHFFS storica per club 1991-2009 | Classifica IHFFS storica per club 1991-2009 | Classifica IHFFS storica per club 1991-2009 | Classifica IHFFS storica per club 1991-2009 | Classifica IHFFS storica per club 1991-2009 |
| Squadra                                     | Squadra                                     | Campionato                                  | Punteggio                                   | Fascia                                      |
| ------------------------------------------- | ------------------------------------------- | ------------------------------------------- | ------------------------------------------- | ------------------------------------------- |
| 1                                           | Barcellona                                  | La Liga                                     | 807,0                                       | 4                                           |
| 2                                           | Manchester Utd                              | Premier League                              | 726,0                                       | 4                                           |
| 3                                           | Juventus                                    | Serie A                                     | 633,0                                       | 4                                           |
| 4                                           | Real Madrid                                 | La Liga                                     | 633,0                                       | 4                                           |
| 5                                           | Milan                                       | Serie A                                     | 620,0                                       | 4                                           |
| 6                                           | Inter                                       | Serie A                                     | 605,0                                       | 4                                           |
| 7                                           | Bayern Monaco                               | Bundesliga                                  | 599,0                                       | 4                                           |
| 8                                           | Arsenal                                     | Premier League                              | 594,0                                       | 4                                           |
| 9                                           | River Plate                                 | Primera División                            | 503,0                                       | 4                                           |
| 10                                          | Chelsea                                     | Premier League                              | 491,0                                       | 4                                           |
| 11                                          | Liverpool                                   | Premier League                              | 455,0                                       | 4                                           |
| 12                                          | Porto                                       | Primeira Liga                               | 447,0                                       | 4                                           |
| 13                                          | Roma                                        | Serie A                                     | 445,0                                       | 4                                           |
| 14                                          | Ajax                                        | Eredivisie                                  | 421,0                                       | 3                                           |
| 15                                          | Boca Juniors                                | Primera División                            | 420,0                                       | 4                                           |
| 16                                          | Valencia                                    | La Liga                                     | 398,0                                       | 4                                           |
| 17                                          | Parma                                       | Serie A                                     | 373,0                                       | 4                                           |
| 18                                          | San Paolo                                   | Série A                                     | 368,0                                       | 4                                           |
| 19                                          | Rangers                                     | Scottish Premier League                     | 364,0                                       | 3                                           |
| 20                                          | Lazio                                       | Serie A                                     | 342,0                                       | 4                                           |

#### Lista dei migliori club del XX secolo per ogni continente

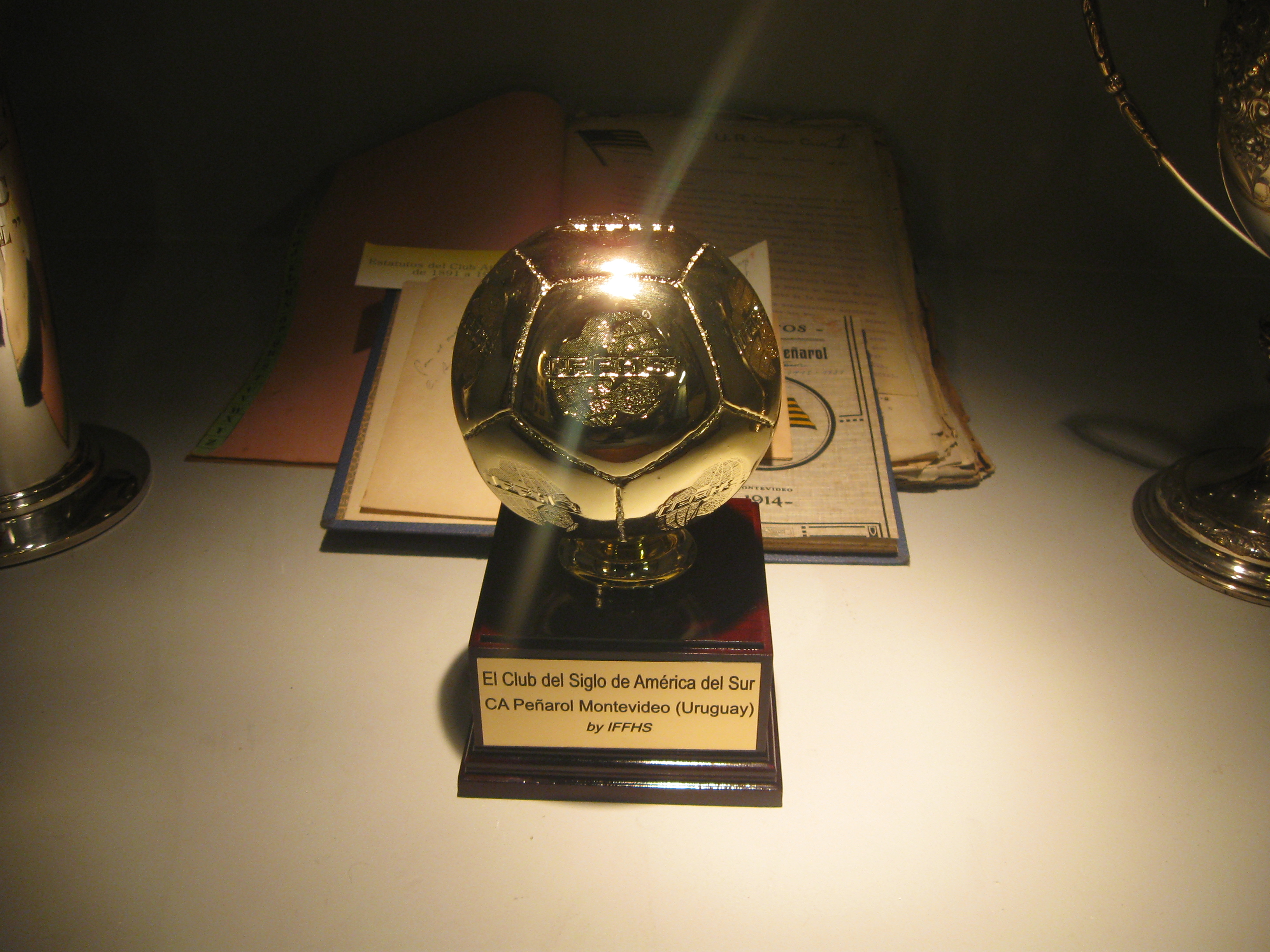
Il trofeo assegnato al Peñarol come Squadra del secolo della CONMEBOL.

Nel 2009 l'Istituto Internazionale di Storia e Statistica del Calcio ha pubblicato i risultati di uno studio statistico che hanno determinato i migliori club del ventesimo secolo in ogni continente (in inglese IFFHS continental Clubs of the Century) secondo il rendimento offerto nei tornei a livello internazionale. Questa classifica non ha considerato le prestazioni dei club nelle diverse competizioni a livello nazionale (eccezion fatta per l'Oceania, date le poche edizioni di tornei internazionali organizzati in quel continente nel XX secolo) né a livello intercontinentale, né a livello mondiale, né ha tenuto conto dei risultati presentati nel ranking mondiale per club, pubblicato dall'istituto per la prima volta nel 1991.
Dopo la pubblicazione del presente studio statistico, gli spagnoli del Real Madrid, gli uruguaiani del Peñarol, i ghanesi del Asante Kotoko, gli arabi del Al-Hilal, i costaricani del Saprissa e gli australiani del South Melbourne sono stati scelti - tra il 10 settembre e il 13 ottobre 2009 - come i "migliori club del XX secolo" di ogni continente dall'Istituto Internazionale di Storia e Statistica del Calcio. I club sono stati premiati con un trofeo d'oro e un certificato durante il cosiddetto World Football Gala celebrato nel quartiere londinese di Fulham l'11 maggio 2010.

### Campionati

#### Classifica mondiale dei campionati nazionali
Dal 1991 l'organismo pubblica ogni anno anche una classifica di valore dei vari campionati nazionali (en. IFFHS The strongest National League in the World).
| Classifiche 1991-2020 | Classifiche 1991-2020 | Classifiche 1991-2020      | Classifiche 1991-2020 |
| Anno                  | Pos.                  | Campionato                 | Punti                 |
| --------------------- | --------------------- | -------------------------- | --------------------- |
| 1991                  | 1                     | Serie A                    | 1.382,5               |
| 1991                  | 2                     | Liga                       | 1.069,0               |
| 1991                  | 3                     | Premier League             | 1.059,0               |
| 1992                  | 1                     | Serie A                    | 1.342,5               |
| 1992                  | 2                     | Liga                       | 1.145,5               |
| 1992                  | 3                     | Eredivisie                 | 941,5                 |
| 1993                  | 1                     | Serie A                    | 1.577,5               |
| 1993                  | 2                     | Liga                       | 1.171,0               |
| 1993                  | 3                     | Bundesliga                 | 1.046,5               |
| 1995                  | 1                     | Serie A                    | 1.345,0               |
| 1995                  | 2                     | Ligue 1                    | 1.067,5               |
| 1995                  | 3                     | Liga                       | 1.030,0               |
| 1996                  | 1                     | Serie A                    | 1.119,0               |
| 1996                  | 2                     | Liga                       | 1.037,0               |
| 1996                  | 3                     | Ligue 1                    | 1.008,0               |
| 1997                  | 1                     | Bundesliga                 | 1.209,0               |
| 1997                  | 2                     | Serie A                    | 1.181,0               |
| 1997                  | 3                     | Liga                       | 1.120,0               |
| 1998                  | 1                     | Serie A                    | 1.276,0               |
| 1998                  | 2                     | Série A                    | 1.198,0               |
| 1998                  | 3                     | Liga                       | 1.096,0               |
| 1999                  | 1                     | Serie A                    | 1.163,0               |
| 1999                  | 2                     | Liga                       | 1.145,0               |
| 1999                  | 3                     | Premier League             | 1.134,0               |
| 2000                  | 1                     | Liga                       | 1.215,0               |
| 2000                  | 2                     | Premier League             | 1.116,0               |
| 2000                  | 3                     | Serie A                    | 1.051,0               |
| 2001                  | 1                     | Liga                       | 1.267,0               |
| 2001                  | 2                     | Premier League             | 1.176,0               |
| 2001                  | 3                     | Serie A                    | 1.013,0               |
| 2002                  | 1                     | Liga                       | 1.209,0               |
| 2002                  | 2                     | Premier League             | 1.183,0               |
| 2002                  | 3                     | Serie A                    | 1.119,0               |
| 2003                  | 1                     | Serie A                    | 1.180,0               |
| 2003                  | 2                     | Liga                       | 1.107,0               |
| 2003                  | 3                     | Premier League             | 1.052,0               |
| 2004                  | 1                     | Liga                       | 1.189,0               |
| 2004                  | 2                     | Premier League             | 1.184,0               |
| 2004                  | 3                     | Serie A Série A            | 1.010,0               |
| 2005                  | 1                     | Premier League             | 1.207,0               |
| 2005                  | 2                     | Serie A                    | 1.137,0               |
| 2005                  | 3                     | Ligue 1                    | 995,0                 |
| 2006                  | 1                     | Serie A                    | 1.182,0               |
| 2006                  | 2                     | Liga                       | 1.168,0               |
| 2006                  | 3                     | Premier League             | 1.125,0               |
| 2007                  | 1                     | Premier League             | 1.171,0               |
| 2007                  | 2                     | Liga                       | 1.074,0               |
| 2007                  | 3                     | Serie A                    | 1.027,0               |
| 2008                  | 1                     | Premier League             | 1.192,0               |
| 2008                  | 2                     | Serie A                    | 1.031,0               |
| 2008                  | 3                     | Primera División Argentina | 1.020,0               |
| 2009                  | 1                     | Premier League             | 1.187,0               |
| 2009                  | 2                     | Liga                       | 1.077,0               |
| 2009                  | 3                     | Bundesliga                 | 1.031,0               |
| 2010                  | 1                     | Liga                       | 1.092,0               |
| 2010                  | 2                     | Premier League             | 1.039,0               |
| 2010                  | 3                     | Serie A                    | 1.021,0               |
| 2011                  | 1                     | Liga                       | 1.194,0               |
| 2011                  | 2                     | Premier League             | 1.103,0               |
| 2011                  | 3                     | Série A                    | 873,0                 |
| 2012                  | 1                     | Liga                       | 1.283,0               |
| 2012                  | 2                     | Série A                    | 1.058,0               |
| 2012                  | 3                     | Bundesliga                 | 1.037,0               |
| 2013                  | 1                     | Liga                       | 1.155,0               |
| 2013                  | 2                     | Premier League             | 1.128,0               |
| 2013                  | 3                     | Bundesliga                 | 1.056,0               |
| 2014                  | 1                     | Liga                       | 1.259,0               |
| 2014                  | 2                     | Serie A                    | 998,0                 |
| 2014                  | 3                     | Premier League             | 958,0                 |
| 2015                  | 1                     | Liga                       | 1262,00               |
| 2015                  | 2                     | Serie A                    | 1177,00               |
| 2015                  | 3                     | Bundesliga                 | 1044,00               |
| 2016                  | 1                     | Liga                       | 1277,00               |
| 2016                  | 2                     | Categoría Primera A        | 984,00                |
| 2016                  | 3                     | Ligue 1                    | 938,00                |
| 2017                  | 1                     | Liga                       | 1195,00               |
| 2017                  | 2                     | Premier League             | 1177,00               |
| 2017                  | 3                     | Série A                    | 1134,00               |
| 2018                  | 1                     | Liga                       | 1256,00               |
| 2018                  | 2                     | Premier League             | 1050,00               |
| 2018                  | 3                     | Série A                    | 1043,00               |
| 2019                  | 1                     | Premier League             | 1287,00               |
| 2019                  | 2                     | Série A                    | 1165,00               |
| 2019                  | 3                     | Liga                       | 1141,00               |
| 2020                  | 1                     | Serie A                    | 1026,00               |
| 2020                  | 2                     | Premier League             | 1003,00               |
| 2020                  | 3                     | Série A                    | 964,00                |

| Classifica 2020 (primi 10)     | Classifica 2020 (primi 10)     | Classifica 2020 (primi 10)     |
| Posizione                      | Campionato                     | Punti                          |
| 1                              | Serie A                        | 1026,0                         |
| 2                              | Premier League                 | 1003,0                         |
| 3                              | Série A                        | 964,0                          |
| 4                              | Liga                           | 954,0                          |
| 5                              | Bundesliga                     | 864,0                          |
| 6                              | Primeira Liga                  | 721,0                          |
| 7                              | Ligue 1                        | 661,0                          |
| 8                              | División Profesional           | 610,5                          |
| 9                              | Primera División               | 603,0                          |
| 10                             | Serie A                        | 579,5                          |
| Aggiornata al 31 dicembre 2020 | Aggiornata al 31 dicembre 2020 | Aggiornata al 31 dicembre 2020 |
| ------------------------------ | ------------------------------ | ------------------------------ |